# Laura Palacio González
Laura Palacio González (21 de noviembre de 1986) es una deportista española que compite en karate, en la modalidad de kumite.
Ganó tres medallas en el Campeonato Mundial de Karate entre los años 2014 y 2018, y tres medallas en el Campeonato Europeo de Karate entre los años 2014 y 2019. En los Juegos Europeos de Minsk 2019 obtuvo una medalla de oro en la categoría de +68 kg

## Palmarés internacional
| Campeonato Mundial | Campeonato Mundial   | Campeonato Mundial | Campeonato Mundial |
| Año                | Lugar                | Medalla            | Prueba             |
| ------------------ | -------------------- | ------------------ | ------------------ |
| 2014               | Bremen (Alemania)    | Medalla de bronce  | +68 kg             |
| 2016               | Linz (Austria)       | Medalla de plata   | Por equipos        |
| 2018               | Madrid (España)      | Medalla de bronce  | Por equipos        |
| Juegos Europeos    |                      |                    |                    |
| Año                | Lugar                | Medalla            | Categoría          |
| 2019               | Minsk (Bielorrusia)  | Medalla de oro     | +68 kg             |
| Campeonato Europeo |                      |                    |                    |
| Año                | Lugar                | Medalla            | Prueba             |
| 2014               | Tampere (Finlandia)  | Medalla de bronce  | +68 kg             |
| 2018               | Novi Sad (Serbia)    | Medalla de bronce  | +68 kg             |
| 2019               | Guadalajara (España) | Medalla de oro     | +68 kg             |